# Marcos Vizcaya Retana
Marcos Vizcaya Retana (Górliz, 22 de febrero de 1947) es un abogado, directivo y político español de ideología nacionalista vasca.

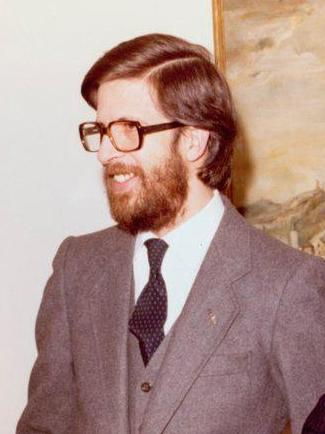
Marcos Vizcaya

## Biografía
Licenciado en Derecho, fue profesor de derecho civil en la Universidad de Deusto. En el terreno político, es militante del Partido Nacionalista Vasco (EAJ-PNV), formación con la que obtuvo el escaño al Congreso en las primeras elecciones democráticas de 1977 tras la dictadura, y lo renovó en la I  (1979-1982) y II Legislatura (1982-1986). Durante el proceso de establecimiento y consolidación de la autonomía para el País Vasco, participó en la redacción del Estatuto de Guernica y fue viceconsejero adjunto al lendakari del Gobierno Vasco, Carlos Garaikoetxea. Fue también colaborador habitual de Deia y La Gaceta del Norte. En 1986 abandonó la actividad política pública y retomó su trabajo como abogado y directivo.